# Tebetu
Tebetu (auch Tebet, Kanun, Kanunu, Kinunu, AB; Monat des (tragbaren) Kohlebeckens) war der akkadische Name des zehnten Monats im babylonischen Kalender. Da im Monat Tašritu gemäß den babylonischen Quellen entweder das erste Neulicht oder der erste Vollmond des Herbstes lag, begann der Monat Tebetu im Normalfall frühestens am 6. Dezember und spätestens am 11. Januar. Im Jüdischen Kalender, der von den Juden während des Babylonischen Exils zwischen 586 und 536 v. Chr. aus dem Babylonischen Kalender übernommen wurde, entspricht der Tebetu dem Monat Tewet.

## Planmäßiger Schaltzyklus ab 424 v. Chr.

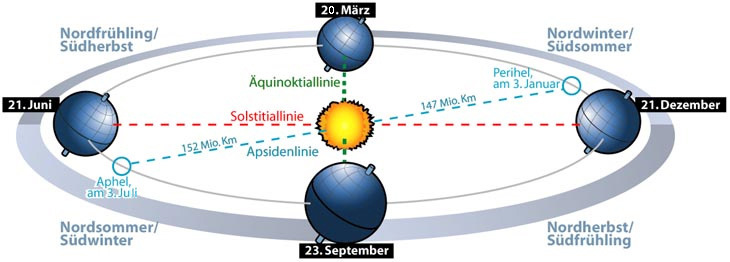

Im Jahr 424 v. Chr. wurde von Artaxerxes I. ein planmäßiger Schaltzyklus eingeführt. In den Jahren 3, 6, 8, 11, 14 und 19 erfolgte der Einschub des Monats Addaru II; im 17. Jahr dagegen als 13. Monat der Ululu II. Die Nachfolger von Artaxerxes I. hielten sich ebenfalls an das Schaltschema. Ähnlich wie bei den früheren Schaltungen fiel in den Tebetu grundsätzlich das erste Neulicht oder der erste Vollmond ab Winteranfang (21./22. Dezember).
Aufgrund der planmäßigen Schaltungen bestand für den Zeitpunkt des ersten Monatstages vom Tebetu nur noch eine Schwankungsbreite von 28 Tagen (13. Dezember bis 10. Januar); der Durchschnittswert lag bei 14 Tagen (27. Dezember). Nach 19 Jahren begann der nächste Schaltzyklus, der wieder die gleichen Datierungen aufwies.
| Schaltzyklus im babylonischen Kalender |                     |                  |                           |                          |            |
| Zyklusjahr                             | Datierung           | Schaltmonat      | Beginn des Schaltmonats   | Beginn des Monats Tebetu | Zyklusjahr |
| 19                                     | 425 bis 424 v. Chr. | Addaru II        | 18. März 424 v. Chr.      | 7. Januar 423 v. Chr.    | 1          |
| 1                                      | 424 bis 423 v. Chr. | ohne Schaltmonat | ---                       | 27. Dezember 423 v. Chr. | 2          |
| 2                                      | 423 bis 422 v. Chr. | ohne Schaltmonat | ---                       | 16. Dezember 422 v. Chr. | 3          |
| 3                                      | 422 bis 421 v. Chr. | Addaru II        | 14. März 421 v. Chr.      | 3. Januar 420 v. Chr.    | 4          |
| 4                                      | 421 bis 420 v. Chr. | ohne Schaltmonat | ---                       | 24. Dezember 420 v. Chr. | 5          |
| 5                                      | 420 bis 419 v. Chr. | ohne Schaltmonat | ---                       | 13. Dezember 419 v. Chr. | 6          |
| 6                                      | 419 bis 418 v. Chr. | Addaru II        | 12. März 418 v. Chr.      | 31. Dezember 418 v. Chr. | 7          |
| 7                                      | 418 bis 417 v. Chr. | ohne Schaltmonat | ---                       | 20. Dezember 417 v. Chr. | 8          |
| 8                                      | 417 bis 416 v. Chr. | Addaru II        | 18. März 416 v. Chr.      | 8. Januar 415 v. Chr.    | 9          |
| 9                                      | 416 bis 415 v. Chr. | ohne Schaltmonat | ---                       | 28. Dezember 415 v. Chr. | 10         |
| 10                                     | 415 bis 414 v. Chr. | ohne Schaltmonat | ---                       | 18. Dezember 414 v. Chr. | 11         |
| 11                                     | 414 bis 413 v. Chr. | Addaru II        | 15. März 413 v. Chr.      | 5. Januar 412 v. Chr.    | 12         |
| 12                                     | 413 bis 412 v. Chr. | ohne Schaltmonat | ---                       | 25. Dezember 412 v. Chr. | 13         |
| 13                                     | 412 bis 411 v. Chr. | ohne Schaltmonat | ---                       | 15. Dezember 411 v. Chr. | 14         |
| 14                                     | 411 bis 410 v. Chr. | Addaru II        | 13. März 410 v. Chr.      | 3. Januar 409 v. Chr.    | 15         |
| 15                                     | 410 bis 409 v. Chr. | ohne Schaltmonat | ---                       | 22. Dezember 409 v. Chr. | 16         |
| 16                                     | 409 bis 408 v. Chr. | ---              | ohne Schaltmonat          | 10. Januar 407 v. Chr.   | 17         |
| 17                                     | 408 bis 407 v. Chr. | Ululu II         | 13. September 408 v. Chr. | 30. Dezember 407 v. Chr. | 18         |
| 18                                     | 407 bis 406 v. Chr. | ohne Schaltmonat | ---                       | 19. Dezember 406 v. Chr. | 19         |
| 19                                     | 406 bis 405 v. Chr. | Addaru II        | 18. März 405 v. Chr.      | 7. Januar 404 v. Chr.    | 1          |
| 19                                     | 387 bis 386 v. Chr. | Addaru II        | 18. März 386 v. Chr.      | 7. Januar 385 v. Chr.    | 1          |
| 6                                      | 362 bis 361 v. Chr. | Addaru II        | 12. März 361 v. Chr.      | 31. Dezember 361 v. Chr. | 7          |